# InnoDB
InnoDB，是MySQL和MariaDB的資料庫引擎之一，最初由MySQL AB發行。InnoDB由Innobase Oy公司所開發，2006年五月時由甲骨文公司併購。與傳統的ISAM與MyISAM相比，InnoDB的最大特色就是支援了ACID相容的事务功能，類似於PostgreSQL。
目前InnoDB採用雙軌制授權，一是GPL授權，另一是專有軟體授權。
XtraDB為衍生自InnoDB的強化版，由Percona開發，從MariaDB的10.0.9版起取代InnoDB成為預設的資料庫引擎。

## 外部連結
- InnoDB官方網站 （页面存档备份，存于）
- MySQL使用指南——InnoDB篇（英文）